# Jean Pommier
Jean Pommier (* 11. Dezember 1893 in Niort; † 13. Februar 1973 in Nizza) war ein französischer Literaturwissenschaftler und Romanist.

## Leben und Werk
Pommier legte das Abitur in Poitiers ab und absolvierte 1913 die École Normale Supérieure. 1919 bestand er die Agrégation des Lettres. Er lehrte von 1922 bis 1923 an der Universität Amsterdam und von 1923 bis 1934 in Straßburg. Dort habilitierte er sich mit den beiden Thèses La Jeunesse cléricale d'Ernest Renan. Saint-Sulpice (Paris 1933) und (Hrsg.) Ernest Renan, Travaux de jeunesse  1843-1844 (Paris 1931) und war von 1934 bis 1946 Professor an der Sorbonne, dann von 1946 bis 1964 am Collège de France Inhaber des Lehrstuhls „Histoire des créations littéraires en France“. Pommier war Mitglied der Académie des sciences morales et politiques (1959) sowie der Académie royale de langue et de littérature françaises de Belgique (1960). Seit 1957 war er auswärtiges Mitglied der Königlich Niederländischen Akademie der Wissenschaften und seit 1969 korrespondierendes Mitglied der British Academy.
Pommier verbrachte seinen Lebensabend in Menton. Er starb an den Folgen eines Verkehrsunfalls.

## Weitere Werke
- Renan d'après des documents inédits, Paris 1923
- La pensée religieuse de Renan, Paris 1925
- Renan et Strasbourg, Paris 1926
- La mystique de Baudelaire, Paris 1932
- La mystique de Marcel Proust, Paris 1939, Genf 1968
- Diderot avant Vincennes, Paris 1939
- Variétés sur Alfred de Musset et son théâtre. Musset et George Sand. Musset et la Princesse Belgiojoso, Paris 1945
- Dans les chemins de Baudelaire, Paris 1945
- Questions de critique et d'histoire littéraire, Paris 1945
- Paul Valéry et la création littéraire (Leçon d'ouverture prononcée au Collège de France, le 7 mai 1946),  Paris 1946
- Les Écrivains devant la Révolution de 1848 : Lamartine, Hugo, Lamennais, George Sand, Michelet, Béranger, Paris 1948
- Créations en littérature, Paris 1955
- Dialogues avec le passé. Etudes et portraits littéraires, Paris 1967
- Le spectacle intérieur, 1970 (Lebensrückblick)
- Cahiers rénaniens 2-7, 1972–1973
- Aspects de Racine. L'histoire littéraire d'un couple tragique, Paris 1978
- (Hrsg.) Ernest Renan, Souvenirs d'enfance et de jeunesse, Paris 1983 (folio 1453)